# Obelisk (Hadersfeld)

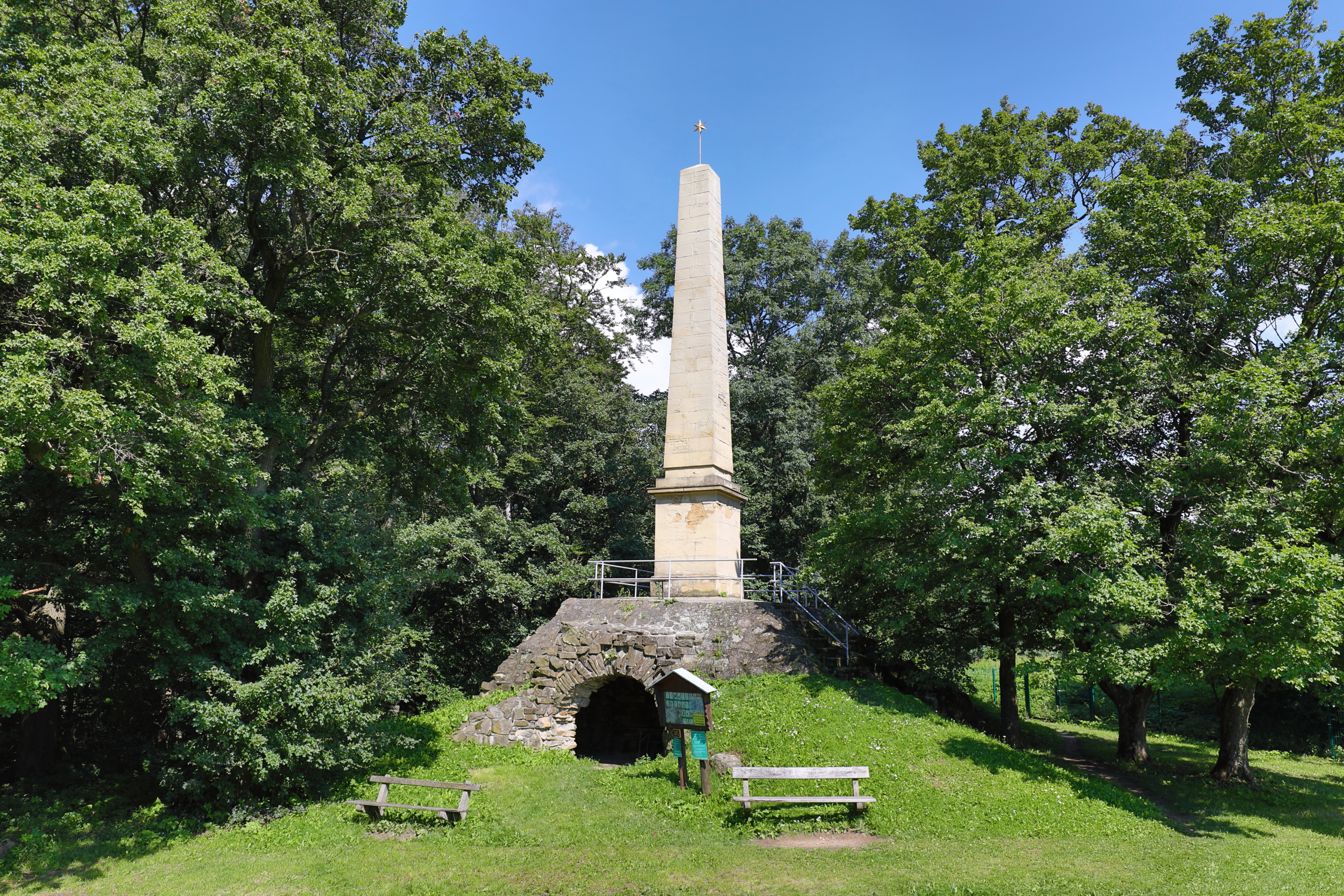
Obelisk in Hadersfeld

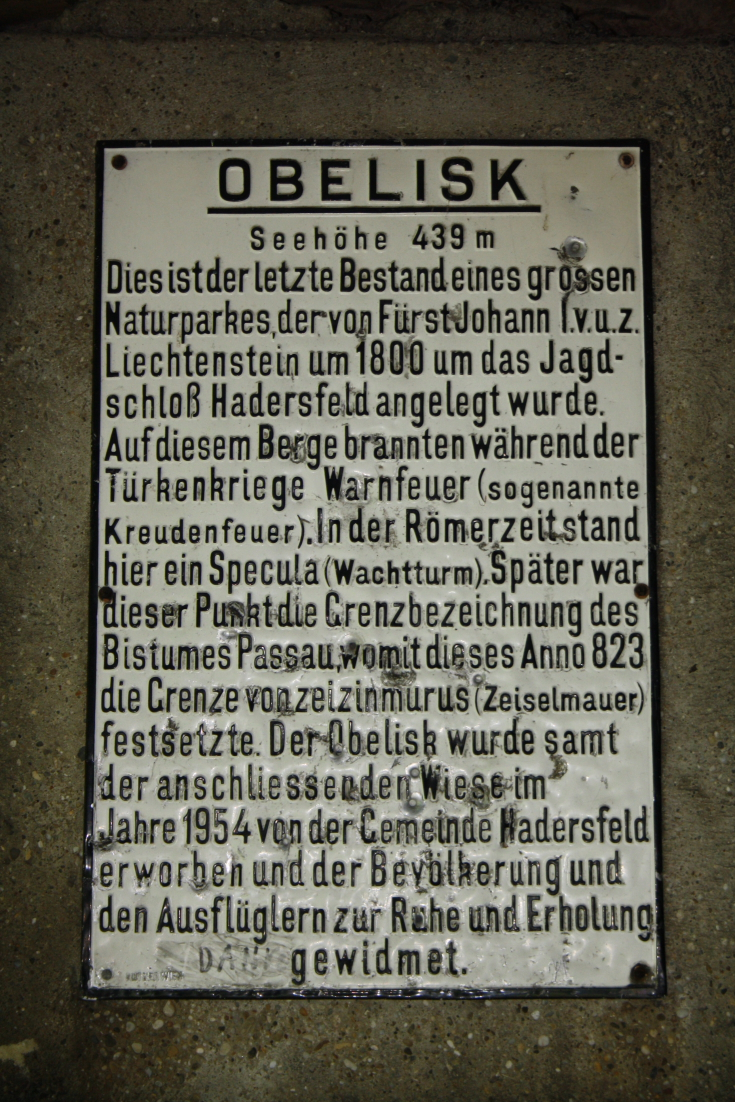
Hinweistafel (2010)

Der Obelisk ist ein Bauwerk im Norden des Ortes Hadersfeld in der niederösterreichischen Marktgemeinde St. Andrä-Wördern. Das Monument steht unter Denkmalschutz (Listeneintrag).

## Beschreibung
Auf einer künstlichen Grotte aus Bruchsteinen ruht auf einem Sockel ein Quader, der einen sich nach oben verjüngten Steinpfeiler trägt. Quader und Pfeiler sind aus behauenem Naturstein gemauert. Die Spitze ist stumpf und trägt einen goldenen Stern, der an die Triangulierung erinnert und die Grenze des Bistums Passau markiert. Vom Obelisk hat man eine schöne Aussicht ins Tullnerfeld und ins Marchfeld.

## Geschichte
Das Objekt wurde Anfang des 19. Jahrhunderts errichtet. Hier soll sich früher ein römischer Wachturm (Specula) befunden haben und während der Ersten Wiener Türkenbelagerung und der Zweiten Wiener Türkenbelagerung befanden sich an dem Standort Kreidfeuer. Johann Joseph Fürst von Liechtenstein ließ von Joseph Hardtmuth nach 1800 unweit des Schlosses Hadersfeld einen Naturpark errichten, zu dem auch ein nicht mehr erhaltener Tempel zählte, der auf dem Tempelberg stand, wo sich heute die Tempelbergwarte befindet.